# Hofstetter

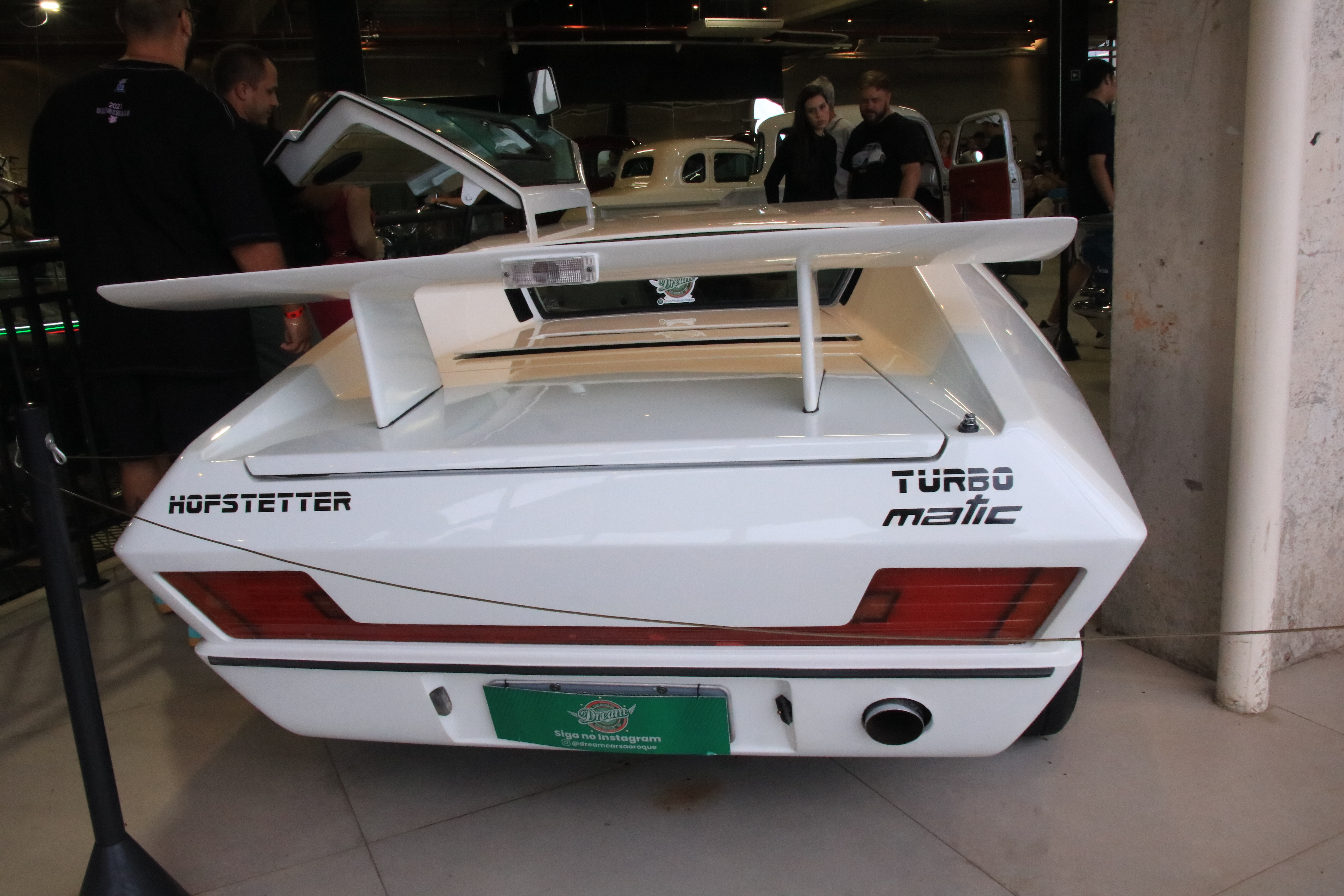
Hofstetter no Dreamcar museu

O Hofstetter foi um automóvel esportivo, fabricado pela Hofstetter Indústria e Comércio de Veículos Ltda. Projetado em 1973, foi mostrado ao público pela primeira vez somente em 1984, durante o XIII Salão do Automóvel. O carro foi concebido pelo brasileiro Mário Richard Hofstetter e teve inspiração no Alfa Romeo Carabo. Muitos citam como o 1º superesportivo nacional.
Era equipado inicialmente com motor 1.6 e cambio de 4 marchas do Volkswagen Passat, e a seguir com motor 1.8 turbo e cambio de 5 marchas do Volkswagen Gol GT. A carroceria era feita de fibra de vidro, sobre um chassi próprio, e um dos destaques desse modelo estava no sistema de abertura das portas em estilo “asa-de-gaivota”, como nos Mercedes-Benz 300 SL Gullwing de 1954. 
Sua fabricação iniciou-se 1986, teve apenas 18 unidades fabricadas. Um fato marcante é que no salão do automóvel o carro foi exposto em pé e hoje é uma raridade valiosa. Em 2011 uma unidade foi colocada a venda por R$ 95.000,00 em Santo André (SP) e vendida em menos de 2 meses. O motor original tinha 140 cv, uma excelente potência na época, ainda hoje é admirado e cultuado por muitas pessoas, devido ao seu design futurístico e exótico .